# Bengt I. Samuelsson
Bengt Ingemar Samuelsson (Halmstad, 21. svibnja 1934. – Mölle, 7. srpnja 2024.) bio je švedski biokemičar, koji je 1982. godine podijelio sa Suneom K. Bergströmom i Johnom R. Vaneom, Nobelovu nagradu za fiziologiju ili medicinu za otkriće vezana uz prostaglandine i s njima povezanih biološki aktivnih tvari.
Bengt Samuelsson dao je jasnu sliku arahidonske kiseline i metabolizma prostaglandina i razjasnio kemijske procese uključene u nastanak i razgradnju pojedinih sastavnica ovog sustava. Samuelssonovo otkriće endoperoksida, tromboksana i leukotriena bilo je ključno u sadašnjem razumijevanju biološke važnosti sutava.  

## Vanjske poveznice
- Nobelova nagrada – autobiografija (engl.)